# Temporada 2025 del Campeonato de Europa de Rally
La temporada 2025 del Campeonato de Europa de Rally es la edición 73º del Campeonato de Europa de Rally de la FIA. La temporada comenzó el 4 de abril en el Rally Sierra Morena y terminará el 5 de octubre en el Rally de Croacia.
Los campeones defensores serán los neozelandeses Hayden Paddon y John Kennard quienes defenderán por segunda temporada seguida sus títulos de piloto y copiloto. Mientras que el equipo de ambos, el BRC Racing Team defenderá el título por equipos.

## Calendario
La temporada estará compuesta por ocho rondas, de las cuales cinco repitieron de la temporada anterior.
| N.º | Fecha             | Rally                                 | Superficie | Resultados |
| --- | ----------------- | ------------------------------------- | ---------- | ---------- |
| 1   | 4-6 de abril      | 41.º Rally Sierra Morena              | Asfalto    | Resultados |
| 2   | 9-11 de mayo      | 6.º V-Híd Rally Hungary               | Tierra     | Resultados |
| 3   | 29-31 de mayo     | 3. BAUHAUS Royal Rally of Scandinavia | Tierra     | Resultados |
| 4   | 13-15 de junio    | 81st Orlen Rally Poland               | Tierra     | Resultados |
| 5   | 4-6 de julio      | 13.º Rally di Roma Capitale           | Asfalto    | Resultados |
| 6   | 15-17 de agosto   | 54.º Barum Czech Rally Zlín           | Asfalto    | Resultados |
| 7   | 5-7 de septiembre | 5. JDS Machinery Rali Ceredigion      | Asfalto    | Resultados |
| 8   | 6–8 de octubre    | 49.º Croatia Rally                    | Asfalto    | Resultados |

### Cambios en el calendario
- El Rally Islas Canarias, formo parte del calendario del ERC desde 2016 y anteriormente formo parte del Intercontinental Rally Challenge, pasó al WRC en 2025. Su lugar fue ocupado por otra prueba española, el Rally Sierra Morena.
- El Rally de Estonia se eliminó del calendario al volver al WRC.
- El Rally de Polonia volvió al calendario después de una única aparición en el WRC en 2024, mientras que el Rally de Silesia fue removido del mismo.
- El Rally de Croacia volvió al calendario por primera vez desde 2013.

## Clasificación

### Resultados de rallys
| Ronda | Evento                        | Piloto ganador     | Copiloto ganador       | Equipo ganador     | Tiempo    | Resultados |
| ----- | ----------------------------- | ------------------ | ---------------------- | ------------------ | --------- | ---------- |
| 1     | 41.º Rally Sierra Morena      | Nikolay Gryazin    | Konstantin Aleksandrov | J2X Rally Team     | 2:01:49.5 | Resultados |
| 2     | 6.º Rally Hungary             | Roope Korhonen     | Anssi Viinikka         | Team MRF Tyres     | 1:50:30.7 | Resultados |
| 3     | 3. Royal Rally of Scandinavia | Eyvind Brynildsen  | Jørn Listerud          | Eyvind Brynildsen  | 1:33:40.8 | Resultados |
| 4     | 81st Rally Poland             | Mārtiņš Sesks      | Renārs Francis         | Team MRF Tyres     | 1:37:56.4 | Resultados |
| 5     | 13.º Rally di Roma Capitale   | Giandomenico Basso | Lorenzo Granai         | Giandomenico Basso | 2:04:11.2 | Resultados |
| 6     | 54.º Barum Czech Rally Zlín   |                    |                        |                    |           | Resultados |
| 7     | 5. Rali Ceredigion            |                    |                        |                    |           | Resultados |
| 8     | 49.º Croatia Rally            |                    |                        |                    |           | Resultados |

### Sistema de puntuación
Se otorgan puntos a los quince primeros clasificados. También se dan cinco puntos de bonificación al ganador de la power stage, cuatro puntos para el segundo lugar, tres para el tercero, dos para el cuarto y uno para el quinto.
| Posición    | 1º | 2º | 3º | 4º | 5º | 6º | 7º | 8º | 9º | 10º | 11º | 12º | 13º | 14º | 15º |
| Puntos      | 30 | 24 | 21 | 19 | 17 | 15 | 13 | 11 | 9  | 7   | 5   | 4   | 3   | 2   | 1   |
| Power stage | 5  | 4  | 3  | 2  | 1  |    |    |    |    |     |     |     |     |     |     |

### Campeonato de pilotos
Para el campeonato solo se toman en cuenta los mejores siete resultados.
| Pos | Piloto               | ESP | HUN | SWE | POL | ITA | CZE | GBR | CRO | Puntos | Mejores 7 |
| --- | -------------------- | --- | --- | --- | --- | --- | --- | --- | --- | ------ | --------- |
| 1   | Mikołaj Marczyk      | 53  | 3   | 7   | 2   | 31  |     |     |     | 107    | 107       |
| 2   | Andrea Mabellini     | 41  | Ret | 42  | 84  | 25  |     |     |     | 85     | 85        |
| 3   | Mads Østberg         | 8   | 24  | 8   | 5   | 8   |     |     |     | 76     | 76        |
| 4   | Roope Korhonen       |     | 15  | 21  | Ret | Ret |     |     |     | 60     | 60        |
| 5   | Isak Reiersen        |     | 4   | 3   | 45  |     |     |     |     | 60     | 60        |
| 6   | Jon Armstrong        | Ret | 102 | 103 | 32  | 53  |     |     |     | 54     | 54        |
| 7   | Mille Johansson      | 7   |     | 6   | 7   | 15  |     |     |     | 42     | 42        |
| 8   | Mārtiņš Sesks        |     |     |     | 1   |     |     |     |     | 35     | 35        |
| 9   | Nikolay Gryazin      | 12  |     |     |     |     |     |     |     | 34     | 34        |
| 10  | Eyvind Brynildsen    |     |     | 15  |     |     |     |     |     | 31     | 31        |
| 11  | Giandomenico Basso   |     |     |     |     | 1   |     |     |     | 30     | 30        |
| 12  | Simone Tempestini    | Ret | Ret | 9   | 63  | Ret |     |     |     | 27     | 27        |
| 13  | Yoann Bonato         | 24  |     |     |     |     |     |     |     | 26     | 26        |
| 14  | Roberto Daprà        |     |     |     |     | 42  |     |     |     | 23     | 23        |
| 15  | José Antonio Suárez  | 35  |     |     |     |     |     |     |     | 22     | 22        |
| 16  | Frank Tore Larsen    |     |     | 54  |     |     |     |     |     | 19     | 19        |
| 17  | Andrea Crugnola      |     |     |     |     | 54  |     |     |     | 19     | 19        |
| 18  | Jakub Matulka        | 11  | Ret | 12  | 9   | Ret |     |     |     | 18     | 18        |
| 19  | Gábor Német          |     | 5   |     |     |     |     |     |     | 17     | 17        |
| 20  | Pepe López           | 6   |     |     |     |     |     |     |     | 15     | 15        |
| 21  | Norbert Maior        |     | 6   |     |     |     |     |     |     | 15     | 15        |
| 22  | Simone Campedelli    |     |     |     |     | 6   |     |     |     | 15     | 15        |
| 23  | Jos Verstappen       | 13  | 8   | Ret | Ret |     |     |     |     | 14     | 14        |
| 24  | Stéphane Lefebvre    | 9   |     | 11  | Ret |     |     |     |     | 14     | 14        |
| 25  | Norbert Herczig      | Ret | 9   |     |     | 12  |     |     |     | 13     | 13        |
| 26  | Sasa Ollé            |     | 7   | 21  | Ret |     |     |     |     | 13     | 13        |
| 27  | Efrén Llarena        | Ret |     |     |     | 7   |     |     |     | 13     | 13        |
| 28  | Boštjan Avbelj       |     |     |     |     | 9   |     |     |     | 9      | 9         |
| 29  | Roberto Blach Jr.    | 12  | Ret |     | 14  | 14  |     |     |     | 8      | 8         |
| 30  | Dominik Stříteský    | Ret | Ret |     |     | 10  |     |     |     | 7      | 7         |
| 31  | Simon Wagner         | 10  |     |     |     | Ret |     |     |     | 7      | 7         |
| 32  | Krzysztof Bubik      |     |     |     | 10  |     |     |     |     | 7      | 7         |
| 33  | Antal Kovács         |     | 11  |     |     |     |     |     |     | 5      | 5         |
| 34  | Max McRae            |     | Ret | 24  | 11  | Ret |     |     |     | 5      | 5         |
| 35  | Philip Allen         | Ret | 321 | Ret | Ret | Ret |     |     |     | 5      | 5         |
| 36  | Igor Widłak          | 34  | 12  | 20  | 28  |     |     |     |     | 4      | 4         |
| 37  | Tymoteusz Abramowski | 26  | 36  | 13  | 15  | 21  |     |     |     | 4      | 4         |
| 38  | Jakub Brzeziński     |     |     |     | 12  |     |     |     |     | 4      | 4         |
| 39  | Márton Bertalan      |     | 13  |     |     |     |     |     |     | 3      | 3         |
| 40  | Łukasz Byśkiniewicz  |     |     |     | 13  |     |     |     |     | 3      | 3         |
| 41  | Marco Signor         |     |     |     |     | 13  |     |     |     | 3      | 3         |
| 42  | Unai de La Dehesa    | 14  |     |     |     |     |     |     |     | 2      | 2         |
| 43  | Ville Vatanen        |     | 16  | 14  | 17  |     |     |     |     | 2      | 2         |
| 44  | Martin Vlček         | 20  | 14  | 19  | Ret | 57  |     |     |     | 2      | 2         |
| 45  | Tristan Charpentier  | 22  | 27  | 15  | 18  | Ret |     |     |     | 1      | 1         |
| 46  | Hubert Kowalczyk     | 36  | 15  | Ret | 22  | 28  |     |     |     | 1      | 1         |
| 47  | András Hadik         | 15  | Ret |     | 20  | 50  |     |     |     | 1      | 1         |
| Pos | Piloto               | ESP | HUN | SWE | POL | ITA | CZE | GBR | CRO | Puntos | Mejores 7 |

| Color     | Resultado               |
| Oro       | Ganador                 |
| Plata     | 2.ª plaza               |
| Bronce    | 3.ª plaza               |
| Verde     | Finalizó, en los puntos |
| Azul      | Finalizó, sin puntos    |
| Violeta   | No terminó (Ret)        |
| Negro     | Descalificado (DES)     |
| Blanco    | No empezó (DNS)         |
| Blanco    | Excluido (EX)           |
| Blanco    | Lesionado (LES)         |
| Sin color | No participó            |
| x1        | Indica puntos por tramo |

### ERC3
| Pos | Piloto               | ESP | HUN | SWE | POL | ITA | CZE | GBR | CRO | Puntos | Mejores 7 |
| --- | -------------------- | --- | --- | --- | --- | --- | --- | --- | --- | ------ | --------- |
| 1   | Tymoteusz Abramowski | 3   | 8   | 1   | 1   | 1   |     |     |     | 122    | 122       |
| 2   | Tristan Charpentier  | 1   | 6   | 3   | 3   | Ret |     |     |     | 87     | 87        |
| 3   | Hubert Kowalczyk     | 6   | 3   | Ret | 5   | 2   |     |     |     | 77     | 77        |
| 4   | Igor Widłak          | 5   | 1   | 5   | 8   |     |     |     |     | 75     | 75        |
| 5   | Błażej Gazda         | 9   | 5   | 6   | 7   | 5   |     |     |     | 71     | 71        |
| 6   | Ville Vatanen        |     | 4   | 2   | 2   |     |     |     |     | 67     | 67        |
| 7   | Adrian Rzeźnik       | 2   | 9   | 4   | Ret | Ret |     |     |     | 52     | 52        |
| 8   | Casey Jay Coleman    | 8   | Ret |     | 6   | 3   |     |     |     | 47     | 47        |
| 9   | Martin Ravenščak     | 4   | Ret | Ret |     | 6   |     |     |     | 34     | 34        |
| 10  | Adam Grahn           |     | Ret |     | 10  | 4   |     |     |     | 26     | 26        |
| 11  | Márton Bertalan      |     | 2   |     |     |     |     |     |     | 24     | 24        |
| 12  | Adrian Łabuda        |     |     |     | 4   |     |     |     |     | 19     | 19        |
| 13  | Esmar-Arnold Unt     |     | 7   |     | 11  |     |     |     |     | 18     | 18        |
| 14  | Sebastian Butyński   | 7   | Ret |     |     | Ret |     |     |     | 13     | 13        |
| 15  | Hubert Laskowski     |     |     |     |     | 7   |     |     |     | 13     | 13        |
| 16  | Taylor Gill          |     |     |     |     | 8   |     |     |     | 11     | 11        |
| 17  | Tadeusz Bieńko       |     |     |     | 9   |     |     |     |     | 9      | 9         |
| Pos | Piloto               | ESP | HUN | SWE | POL | ITA | CZE | GBR | CRO | Puntos | Mejores 7 |

### ERC4
| Pos | Piloto             | ESP | HUN | SWE | POL | ITA | CZE | GBR | CRO | Puntos | Mejores 7 |
| --- | ------------------ | --- | --- | --- | --- | --- | --- | --- | --- | ------ | --------- |
| 1   | Calle Carlberg     | 2   | 1   |     | 1   | 1   |     |     |     | 114    | 114       |
| 2   | Ioan Lloyd         | 5   | 5   |     | 2   | 5   |     |     |     | 75     | 75        |
| 3   | Victor Hansen      | 10  | 2   | 1   | 7   |     |     |     |     | 74     | 74        |
| 4   | Jaspar Vaher       | 3   | 4   |     | Ret | 3   |     |     |     | 61     | 61        |
| 5   | Sergi Pérez Jr.    | 1   | 10  |     | 6   | Ret |     |     |     | 52     | 52        |
| 6   | Craig Rahill       | 4   | Ret |     | Ret | 4   |     |     |     | 38     | 38        |
| 7   | Matteo Doretto     | 7   | 3   |     |     |     |     |     |     | 34     | 34        |
| 8   | Aoife Raftery      | 15  | 8   |     | 4   | 20  |     |     |     | 31     | 31        |
| 9   | Tuukka Kauppinen   | 20  | 13  |     | 3   | 11  |     |     |     | 29     | 29        |
| 10  | Gianandrea Pisani  |     |     |     |     | 2   |     |     |     | 24     | 24        |
| 11  | Francesco Dei Ceci | Ret | Ret |     | 9   | 7   |     |     |     | 22     | 22        |
| 12  | Keelan Grogan      | 13  | 11  |     | 8   | 14  |     |     |     | 21     | 21        |
| 13  | Mark-Egert Tiits   | 14  | Ret |     | 5   |     |     |     |     | 19     | 19        |
| 14  | Leevi Lassila      | Ret | 6   |     | 12  | 17  |     |     |     | 19     | 19        |
| 15  | Tommaso Sandrin    | 6   | Ret |     | Ret |     |     |     |     | 15     | 15        |
| 16  | Yohan Surroca      |     |     |     |     | 6   |     |     |     | 15     | 15        |
| 17  | Luca Pröglhöf      | 8   | 12  |     |     | Ret |     |     |     | 15     | 15        |
| 18  | Norman Kreuter     |     | 7   |     |     |     |     |     |     | 13     | 13        |
| 19  | Simon Andersson    | 11  |     |     | 10  |     |     |     |     | 12     | 12        |
| 20  | Andrea Mazzocchi   |     |     |     |     | 8   |     |     |     | 11     | 11        |
| 21  | Hubert Laskowski   | 9   |     |     |     |     |     |     |     | 9      | 9         |
| 22  | Kevin Lempu        |     | 9   |     |     | Ret |     |     |     | 9      | 9         |
| 23  | Giorgio Cogni      |     |     |     |     | 9   |     |     |     | 9      | 9         |
| 24  | Artur Luca         |     | 14  |     | 11  |     |     |     |     | 7      | 7         |
| 25  | Edoardo De Antoni  |     |     |     |     | 10  |     |     |     | 7      | 7         |
| 26  | Maxim Decock       | 12  | Ret |     | Ret |     |     |     |     | 4      | 4         |
| 27  | Michael Lengauer   |     |     |     |     | 12  |     |     |     | 4      | 4         |
| 28  | Nicolò Ardizzone   |     |     |     |     | 13  |     |     |     | 3      | 3         |
| 29  | Dariusz Poloński   |     |     |     |     | 15  |     |     |     | 1      | 1         |
| Pos | Piloto             | ESP | HUN | SWE | POL | ITA | CZE | GBR | CRO | Puntos | Mejores 7 |

### Junior ERC
| Pos | Piloto             | ESP | HUN | POL | ITA | CZE | CRO | Puntos | Mejores 5 |
| --- | ------------------ | --- | --- | --- | --- | --- | --- | ------ | --------- |
| 1   | Calle Carlberg     | 2   | 1   | 1   | 1   |     |     | 114    | 114       |
| 2   | Ioan Lloyd         | 5   | 5   | 2   | 4   |     |     | 77     | 77        |
| 3   | Jaspar Vaher       | 3   | 4   | Ret | 2   |     |     | 64     | 64        |
| 4   | Sergi Pérez Jr.    | 1   | 9   | 6   | Ret |     |     | 54     | 54        |
| 5   | Victor Hansen      | 10  | 2   | 7   |     |     |     | 44     | 44        |
| 6   | Craig Rahill       | 4   | Ret | Ret | 3   |     |     | 40     | 40        |
| 7   | Aoife Raftery      | 15  | 7   | 4   | 10  |     |     | 40     | 40        |
| 8   | Tuukka Kauppinen   | 17  | 12  | 3   | 7   |     |     | 38     | 38        |
| 9   | Matteo Doretto     | 7   | 3   |     |     |     |     | 34     | 34        |
| 10  | Keelan Grogan      | 13  | 10  | 8   | 8   |     |     | 32     | 32        |
| 11  | Leevi Lassila      | Ret | 6   | 12  | 9   |     |     | 28     | 28        |
| 12  | Francesco Dei Ceci | Ret | Ret | 9   | 6   |     |     | 24     | 24        |
| 13  | Mark-Egert Tiits   | 14  | Ret | 5   |     |     |     | 19     | 19        |
| 14  | Yohan Surroca      |     |     |     | 5   |     |     | 17     | 17        |
| 15  | Luca Pröglhöf      | 8   | 11  |     | Ret |     |     | 16     | 16        |
| 16  | Tommaso Sandrin    | 6   | Ret | Ret |     |     |     | 15     | 15        |
| 17  | Simon Andersson    | 11  |     | 10  |     |     |     | 12     | 12        |
| 18  | Kevin Lempu        |     | 8   |     | Ret |     |     | 11     | 11        |
| 19  | Hubert Laskowski   | 9   |     |     |     |     |     | 9      | 9         |
| 20  | Artur Luca         |     | 13  | 11  |     |     |     | 8      | 8         |
| 21  | Kevin Saraiva      | Ret |     |     | 11  |     |     | 5      | 5         |
| 22  | Maxim Decock       | 12  | Ret | Ret |     |     |     | 4      | 4         |
| Pos | Piloto             | ESP | HUN | POL | ITA | CZE | CRO | Puntos | Mejores 5 |